# John Barraclough (Politiker)
Hon. Lindley John Forbes Barraclough, AO (* 3. September 1926 in Annandale, New South Wales; † 13. Dezember 2005 in Sydney) war ein australischer Politiker der Liberal Party of Australia, der zwischen 1968 und 1981 Mitglied im Parlament von New South Wales sowie zwischen 1975 und 1976 Minister für Kultur, Sport und Freizeit war.

## Leben
Lindley John Forbes Barraclough, Sohn von Horace Haigh Barraclough und dessen Ehefrau Maude Victoria Forbes, besuchte von 1933 bis 1944 das Scots College in Bellevue Hill, einem Vorort von Sydney. 1945 trat er in die 2nd Australian Infantry Forces (2nd AIF) ein, wurde aber bereits kurz darauf als militärdienstunfähig entlassen. 1947 trat er in das familiäre Immobilienunternehmen John Barraclough & Sons ein und war für dieses bis 1968 tätig. Zugleich war er von 1956 bis 1977 Direktor des Immobilienmaklerunternehmens Barraclough and Goldman Pty Limited. Bei der Wahl am 1. Mai 1965 kandidierte er für die Liberal Party im Wahlkreis Bondi erstmals für ein Mandat in der Legislativversammlung (NSW Legislative Assembly) im Parlament von New South Wales, verpasste aber mit 10.356 Stimmen (46,37 Prozent) als Zweitplatzierter den Einzug ins Parlament gegen den Wahlkreisinhaber und damaligen Wohnungsbauminister Abe Landa von der Australian Labor Party. Als nach dem Rücktritt von Abe Landa am 6. November 1965 eine Nachwahl (By-election) im Wahlkreis Bondi stattfand, kandidierte er erneut für die Liberale Partei, unterlag aber mit 9.588 Stimmen (47,33 Prozent) dem neuen Wahlkreisbewerber der Arbeiterpartei, Syd Einfeld.
Bei der darauf folgenden Wahl am 24. Februar 1968 wurde Barraclough für die Liberal Party im Wahlkreis Bligh erstmals zum Mitglied der Legislativversammlung gewählt und vertrat diesen Wahlkreis nach seinen darauf folgenden Wiederwahlen bis zu seiner Niederlage bei der Wahl am 19. September 1981, wobei er bei der Wahl am 17. November 1973 mit 66,26 Prozent sein bestes Ergebnis erhielt. Bei der Wahl am 19. September 1981 verlor er mit 11.561 Stimmen (47,31 Prozent) gegen Fred Miller von der Labour Party, auf den 12.876 Stimmen (52,69 Prozent) entfielen. Daneben engagierte er sich als Präsident der New South Wales Metropolitan Rugby Union und war Mitglied des Komitees für die Olympischen Sommerspiele 1968 in Mexiko-Stadt. Darüber hinaus war er zwischen 1974 und 1976 Mitglied des Rates der Universität Sydney.
Im Kabinett von Premierminister Thomas Lewis übernahm John Barraclough vom 3. Januar 1975 bis zum 23. Januar 1976 das Amt als Minister für Kultur, Sport und Freizeit (Minister for Culture, Sport and Recreation) und war daneben vom 1. bis zum 30. Mai 1975 für einen Monat auch kommissarischer Minister für Jugend, ethnische und Gemeinschaftsangelegenheiten (Acting Minister for Youth, Ethnic and Community Affairs). Nach seinem Ausscheiden aus dem Parlament war er von 1987 bis 1997 Direktor der Gesellschaft für Multiple Sklerose von New South Wales. Daneben fungierte er von 1989 bis 1995 als Direktor der Maritime Services Board MSB, eine Behörde der Regierung von New South Wales, die für die Sicherheit auf See, die Regulierung der gewerblichen und Freizeitschifffahrt und die Aufsicht über den Hafenbetrieb zuständig ist, und war zudem zwischen 1989 und 1995 in Personalunion Vorsitzender der Wasserstraßenverwaltung (MSB Waterways Authority). Für seine langjährigen Verdienste wurde er 1991 Officer des Order of Australia (AO). Aus seiner am 25. September 1952 geschlossenen Ehe mit Lois Turner am 25. September 1952 gingen ein Sohn und eine Tochter hervor.